# Радичі (Звягельський район)
Ра́дичі — село в Україні, в Звягельському районі Житомирської області. Населення становить 197 осіб. Входить до складу Чижівської сільської громади.

## Географія
На південному заході від села річка Немелянка впадає у Вершницю, праву притоку Случі.
Селом протікає річка Радіч, права притока Случі.

## Історія
На початку ХХ століття — німецька колонія Сербівської волості Новоград-Волинського повіту Волинської губернії. Відстань від повітового міста 14 верст, від волості 12. Дворів 68, мешканців 416. Поштове відділення у селі Ємільчине.
У 1927—54 роках — адміністративний центр Радичівської сільської ради Ємільчинського району.

## Населення

### Мова
Розподіл населення за рідною мовою за даними перепису 2001 року:
| Мова       | Відсоток |
| ---------- | -------- |
| українська | 97,97%   |
| російська  | 2,03%    |